# Nouvelle Bourse (Munich)
Pour les articles homonymes, voir Bourse.

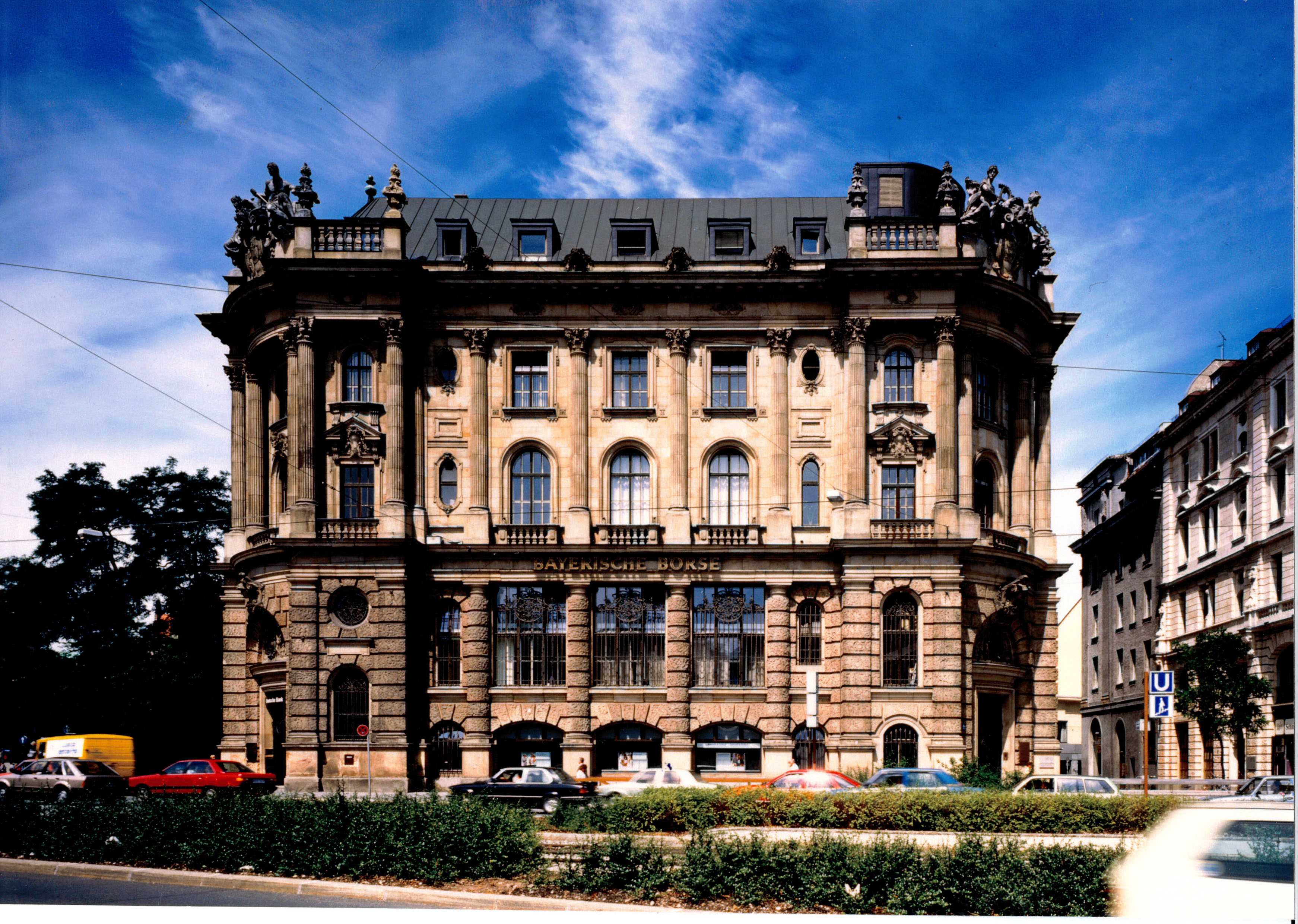
Ancien bâtiment de la Bourse Bavaroise au Lenbachplatz

La Nouvelle Bourse est un ancien bâtiment public situé dans le quartier de Maxvorstadt, à Munich.
Construit, à l'origine, pour la Deutsche Bank, de 1896 à 1898, le bâtiment est de style néo-baroque. Il fut de 1963 jusqu'en octobre 2007, le nouveau siège de la Bourse de Munich. Aujourd'hui, le bâtiment abrite des bureaux, et est maintenant une partie sous le nom de Vieille Bourse.

## Architecture
La façade est en grès, richement décorée. Lors de la Seconde Guerre mondiale, le bâtiment a été en partie détruit, puis restauré en 1948/49. L'intérieur a conservé son grand escalier, et ses gründerzeitliche.
Le bâtiment est classé dans la Liste des Monuments de Maxvorstadt.